# 혈당 조절

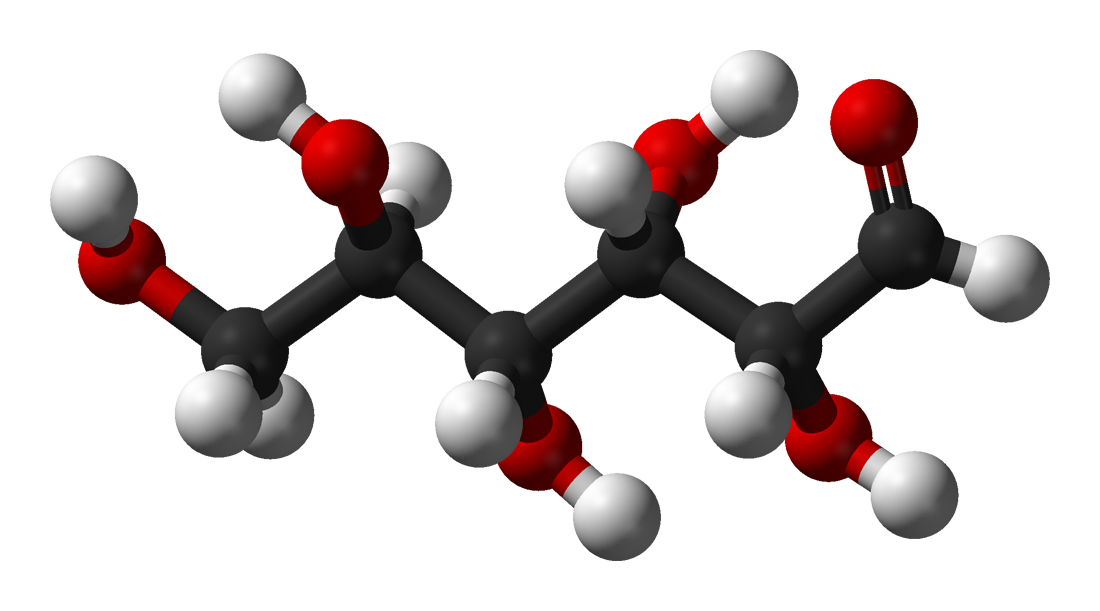
포도당의 공-막대 모델

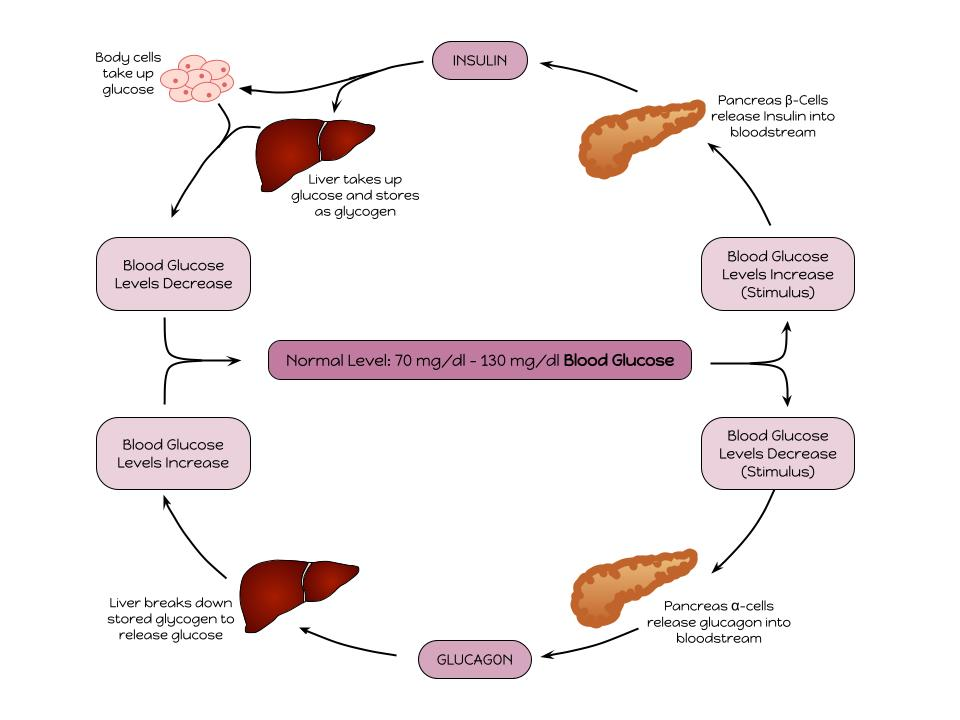
항상성을 통한 혈당량의 조절

혈당 조절(血糖調節, 영어: blood sugar regulation) 또는 혈당량 조절(血糖量調節)은 혈당, 주로 포도당의 수준이 신체에 의해 좁은 범위 내에서 유지되는 과정이다. 이러한 엄격한 조절을 포도당 항상성(葡萄糖恒常性, 영어: glucose homeostasis)이라고 한다. 혈당을 낮추는 인슐린과 혈당을 높이는 글루카곤은 관련된 호르몬들 중 가장 잘 알려져 있지만 최근에 다른 포도당 조절 호르몬들이 발견되면서 이 과정에 대한 이해가 확장되었다. 이자는 인슐린과 글루카곤을 분비하며, 주로 혈액의 포도당 수치를 조절하는 역할을 한다.

## 메커니즘

평평한 선은 최적의 혈당치(즉, 항상성 설정점)이다. 혈당치는 기능적으로 반대되는 2가지 호르몬인 글루카곤과 인슐린 사이의 줄다리기로 균형을 유지한다.

혈당량은 신체의 균형을 유지하기 위해 음성 피드백에 의해 조절된다. 혈당량은 많은 조직에서 감지되지만 이자의 섬 세포는 가장 잘 이해되고 있고, 또한 가장 중요하다.
과립 도킹은 제2형 당뇨병에서 제대로 작동하지 않는 사람의 인슐린 분비에서의 중요한 포도당 의존적 단계이다.

### 글루카곤
혈당량이 위험할 정도로 낮은 수치로 떨어지면(예: 매우 심한 운동을 하거나 장기간 음식 섭취가 부족할 때) 이자의 α 세포에서 글루카곤이 방출된다. 글루카곤은 혈액을 통해 간으로 이동하여 간세포 표면의 글루카곤 수용체와 결합하여 세포 내부에 저장된 글리코젠을 포도당으로 분해하도록 자극한다. 이 과정을 글리코젠 분해라고 한다. 세포는 포도당을 혈류로 방출하여 혈당량을 높인다. 저혈당 상태인 저혈당증은 포도당이나 탄수화물 식품을 섭취하거나 투여하여 혈당량을 정상으로 회복시켜 치료한다. 균형 잡힌 식사를 통해 자가 진단하고 경구로 자가 치료하는 경우가 많다. 더 심한 상황에서는 글루카곤을 주사하거나 주입하여 치료한다.

### 인슐린
글리코젠의 포도당으로의 전환이나 음식물의 소화로 인해 혈당량이 상승하면 이자의 랑게르한스섬의 β 세포에서 인슐린이 방출된다. 인슐린은 간에서 더 많은 포도당을 글리코젠으로 전환하게 하고(이 과정을 글리코젠 합성이라고 함), 체세포(주로 근육 세포 및 지방 조직 세포)의 약 2/3가 GLUT4 수송체를 통해 혈액으로부터 포도당을 흡수하도록 하여 혈당을 감소시킨다. 인슐린이 세포 표면 수용체에 결합하면 GLUT4 수송체를 포함하는 소포가 원형질막으로 와서 세포 내 섭취에 의해 융합되어 포도당이 세포 안으로 촉진 확산될 수 있도록 한다. 포도당이 세포로 들어가자마자 농도 기울기를 유지하기 위해 포도당이 포도당 6-인산으로 인산화되기 때문에 포도당이 계속해서 세포 안으로 들어갈 수 있게 된다. 인슐린은 또한 여러 다른 신체 시스템에 신호를 제공하며 사람의 대사 조절에 있어서 주요 조절자이다.
또한 혈당량이 증가하는 몇 가지 다른 요인들이 있다. 그 중에는 에피네프린(아드레날린이라고도 함)과 같은 스트레스 호르몬 여러 스테로이드, 감염, 외상 및 음식 섭취 등이 있다.
제1형 당뇨병은 인슐린의 생산이 불충분하거나 생산되지 않아 발생하는 반면, 제2형 당뇨병은 주로 신체 조직에서 인슐린에 대한 반응 감소(인슐린 저항성)로 인해 발생한다. 두 가지 유형의 당뇨병들은 모두 치료하지 않으면 혈액에 너무 많은 포도당이 존재하게 되고(고혈당증), 여러 가지 합병증을 유발하게 된다. 또한 당뇨병 환자에서 충분한 음식물의 섭취 없이 인슐린의 수치가 높거나 또는 운동을 많이 하게 되면 저혈당증이 발생할 수 있다.

## 혈당량에 영향을 미치는 호르몬
| 호르몬                      | 기원하는 조직 | 대사 효과 | 혈당에 미치는 영향 |
| --------------------------- | ------------- | --- | ------------------ |
| 인슐린                      | 이자의 β 세포 | 1) 포도당이 세포로 들어가는 것을 촉진한다. 2) 포도당을 글리코젠으로 저장하거나 포도당을 지방산으로 전환하는 것을 촉진한다. 3) 지방산과 단백질의 합성을 촉진한다. 4) 단백질이 아미노산으로, 트라이글리세라이드(지방 조직에서)가 유리 지방산으로 분해되는 것을 억제한다. | 혈당을 낮춘다.     |
| 아밀린                      | 이자의 β 세포 | 1) 식후의 글루카곤의 분비를 억제한다. 2) 위의 배출을 늦춘다. 3) 음식물의 섭취를 감소시킨다. | 혈당을 낮춘다.     |
| 글루카곤 유사 펩타이드-1    | 장의 L 세포   | 1) 포도당 의존성 인슐린 분비를 향상시킨다. 2) 식후 글루카곤의 분비를 억제한다. 3) 위의 배출을 늦춘다. 4) 음식물의 섭취를 감소시킨다(음식물이 장에 있는 동안에만 작동).                                                                                                 | 혈당을 낮춘다.     |
| 위 억제 폴리펩타이드        | 장의 K 세포   | 1) 인슐린의 분비를 유도한다. 2) 이자의 β 세포의 세포사멸을 억제하고 증식을 촉진한다. 3) 글루카곤의 분비 및 지방의 축적을 촉진한다. | 혈당을 낮춘다.     |
| 글루카곤                    | 이자의 α 세포 | 1) 글리코젠으로부터 포도당의 방출(글리코젠 분해)을 촉진한다. 2) 아미노산이나 지방으로부터 포도당의 합성(포도당신생합성)을 촉진한다. | 혈당을 높인다.     |
| 아스프로신                  | 백색지방조직  | 1) 공복시 간에서 포도당의 방출을 촉진한다. | 혈당을 높인다.     |
| 소마토스타틴                | 이자의 δ 세포 | 1) α 세포에서 글루카곤의 방출을 억제한다(국소적으로 작용). 2) 인슐린, 뇌하수체 자극 호르몬, 가스트린, 세크레틴의 방출을 억제한다. 3)다른 호르몬(가스트린) 및 히스타민의 분비를 억제하여 위산의 생성을 감소시켜 소화 과정을 느리게 한다.                                | 혈당을 낮춘다.     |
| 에피네프린                  | 부신속질      | 1) 글리코젠으로부터 포도당의 방출을 촉진한다. 2) 지방 조직으로부터 지방산의 방출을 촉진한다. | 혈당을 높인다.     |
| 코르티솔                    | 부신겉질      | 1) 포도당신생합성을 촉진한다. 2) 인슐린에 대해 길항작용을 한다. | 혈당을 높인다.     |
| 부신겉질 자극 호르몬 (ACTH) | 뇌하수체 전엽 | 1) 코르티솔의 방출을 촉진한다. 2) 지방 조직으로부터 지방산의 방출을 촉진한다. | 혈당을 높인다.     |
| 성장 호르몬                 | 뇌하수체 전엽 | 1) 인슐린에 대해 길항작용을 한다. | 혈당을 높인다.     |
| 티록신                      | 갑상샘        | 1) 글리코젠으로부터 포도당의 방출을 촉진한다. 2) 장에서 당의 흡수를 촉진한다. | 혈당을 높인다.     |

## 같이 보기
- 혈당
- 포도당
- 항상성